# Castel Brandis
Castel Brandis (in tedesco Schloss Brandis) è un castello medievale in rovina che si trova vicino a Lana in Alto Adige. È uno dei pochi casi in cui il castello è rimasto sempre nelle mani della stessa famiglia: infatti da più di 800 anni è di proprietà dei conti Brandis che possiedono anche Castel Leone.

## Storia
I primi documenti storici riguardanti il castello risalgono al 1179 quando era di proprietà di Heinrich Brandiser, anche se secondo una tradizione non documentata sarebbe stato costruito addirittura nell'XI secolo.
Nel 1239 Pranthoch Brandiser ne ricevette l'uso esclusivo dai suoi fratelli insieme al permesso di ristrutturarlo.
Al contrario di molti altri castelli della zona, Mainardo II risparmiò Castel Brandis. Infatti nel 1292 Hildebrand von Brandis si sottomise al conte di Tirolo e gli consegnò il maniero, che in segno di benevolenza gli venne in seguito riaffidato.
Nel 1807 parte di un angolo del mastio crollò uccidendo un abitante del castello. Il conte Brandis decise quindi di abbandonare il maniero, ormai pericolante, e costruirsi una nuova residenza un po' più a valle, dove tuttora vive la famiglia. Da allora il castello non è più stato abitato.

## Struttura
Il castello sorge su una piccola altura nel versante destro della valle sopra la frazione di Lana di Sotto (Niederlana). La parte più visibile è il mastio, con ancora ben evidenti i danni del crollo del 1807. Aveva 6 piani ma solo i più bassi erano abitati, come dimostrano le trifore romaniche.
Una cinta muraria circonda il mastio e i resti di altri edifici più bassi.
La cappella del castello risale al 1500, ma fu più volte rimaneggiata fino al XVII.
Nonostante sia in rovina, il castello si trova comunque nelle proprietà del conte Brandis e quindi non è visitabile senza permesso.